# 來自心海的消息
《來自心海的消息》是歌手黃鶯鶯加盟飛碟企業有限公司後的第一張國語專輯，於1986年1月31日發行。黑膠唱片的版本有8首歌曲，CD版本加收兩首歌曲：〈淚〉和〈愛的冒險〉，曲目的編排也稍有不同。

## 曲目
黑膠唱片版本

SIDE A

1. 來自心海的消息
2. 我不在乎
3. 我願意
4. 面具

SIDE B

1. 現在流行什麼
2. 也許你曾
3. 最後的情節
4. 夜未央
I.星海
II.心海

CD版本

1. 來自心海的消息
2. 現在流行什麼
3. 我願意
4. 淚
5. 最後的情節
6. 愛的冒險
7. 面具
8. 夜未央.星海.心海
9. 也許你曾
10. 我不在乎